# 김형준 (연출가)
김형준은 대한민국의 텔레비전 드라마 연출감독이다.

## 드라마
- 2023년 ~ 2024년 JTBC 주말 미니시리즈 《웰컴투 삼달리》 ... 공동연출